# 본오중학교
본오중학교(本五中學校)는 대한민국 경기도 안산시 상록구 본오동에 있는 공립 중학교이다.

## 학교 연혁
- 1991년 2월 18일 : 본오중학교 16학급 설립인가
- 1992년 3월 1일 : 초대 안병선 교장 취임
- 1992년 3월 4일 : 1학년 893명 입학 및 개교
- 1995년 2월 14일 : 제1회 982명 졸업
- 2021년 3월 1일 : 제10대 안영권 교장 취임
- 2022년 1월 10일 : 제28회 289명 졸업(졸업생 총인원 16,912명)
- 2023년 3월 2일 : 신입생 276명 입학
- 2024년 1월 10일 : 제30회 264명 졸업

## 참고 자료
- 본오중학교 - 한국교육학술정보원 학교알리미